# Liu Bocheng
Liu Bocheng (Kaixian, 4 dicembre 1892 – Pechino, 7 ottobre 1986) è stato un generale e politico cinese.
Membro del Partito Comunista Cinese dal 1926, nel 1934 comandò le avanguardie comuniste durante la Lunga marcia. Generale dei comunisti della Cina centrale, nel 1945 divenne membro del comitato centrale del Partito Comunista.
Nel 1950 invase il Tibet con la 2ª Armata dell'Esercito Popolare di Liberazione.